# کلیترو
latitudeکلیتروlongitudeکلیترو
کلیترو (به انگلیسی: Clitheroe) یک شهرک در بریتانیا است که در انگلستان واقع شده‌است.

## نگارخانه

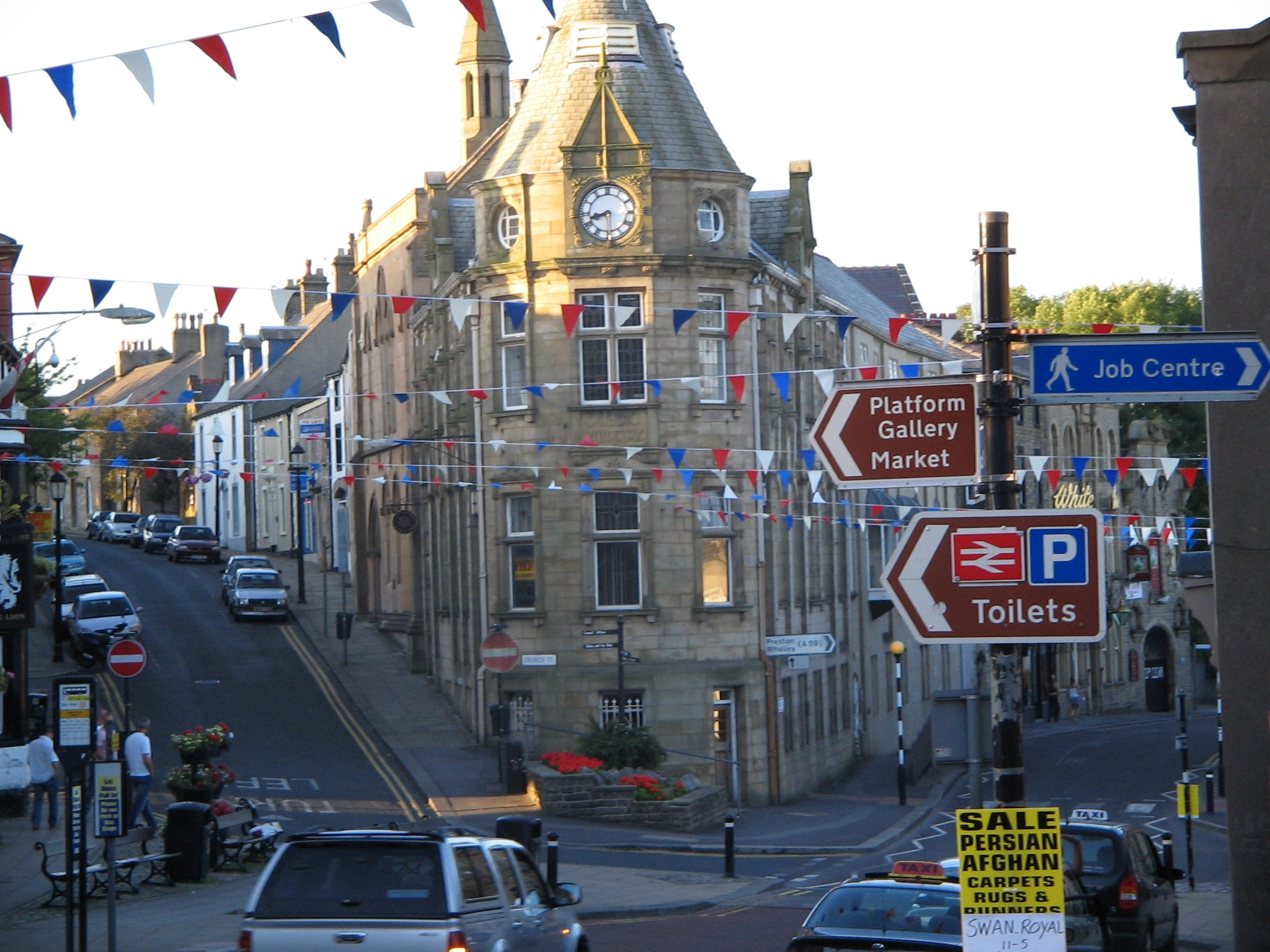
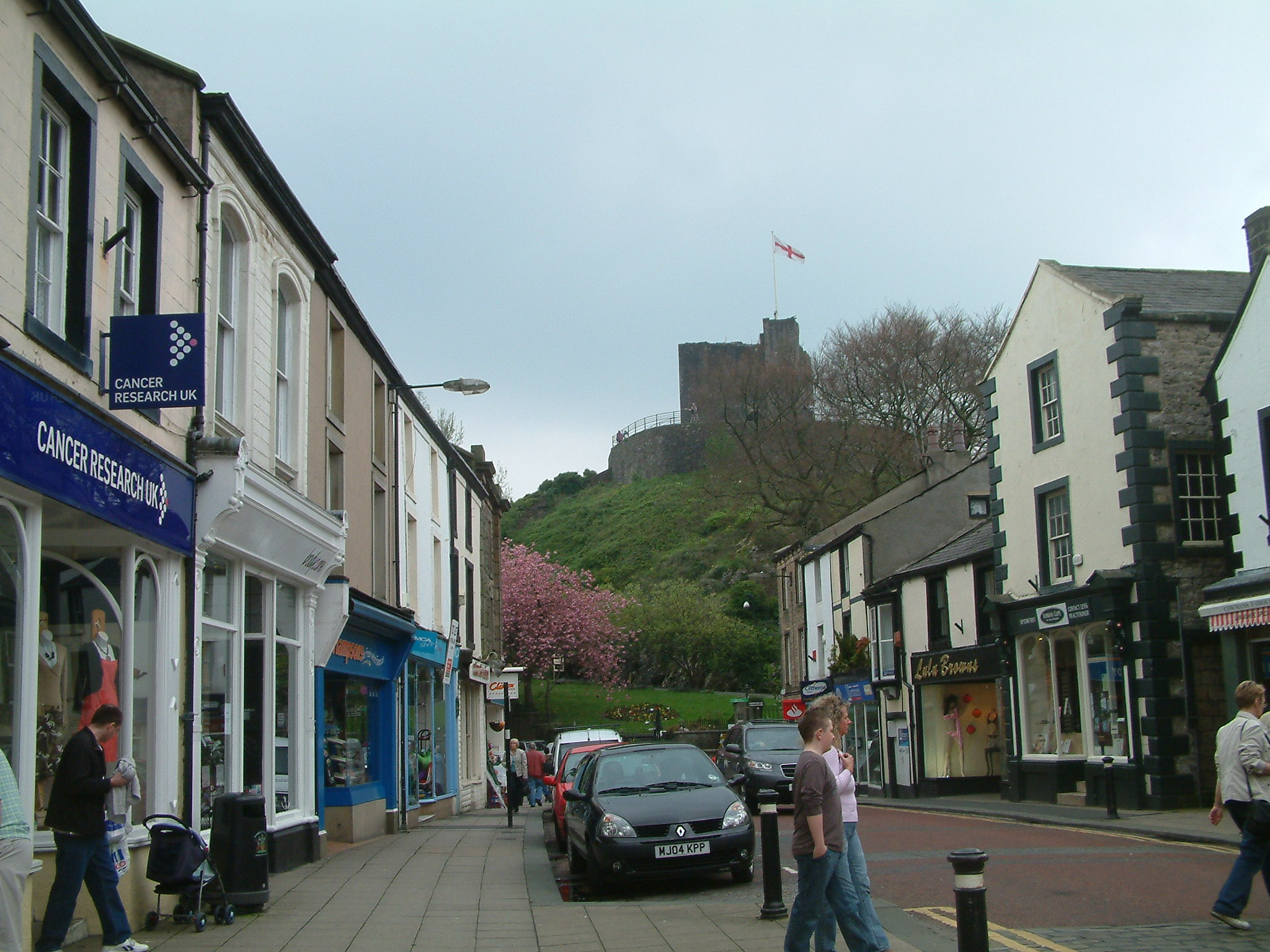
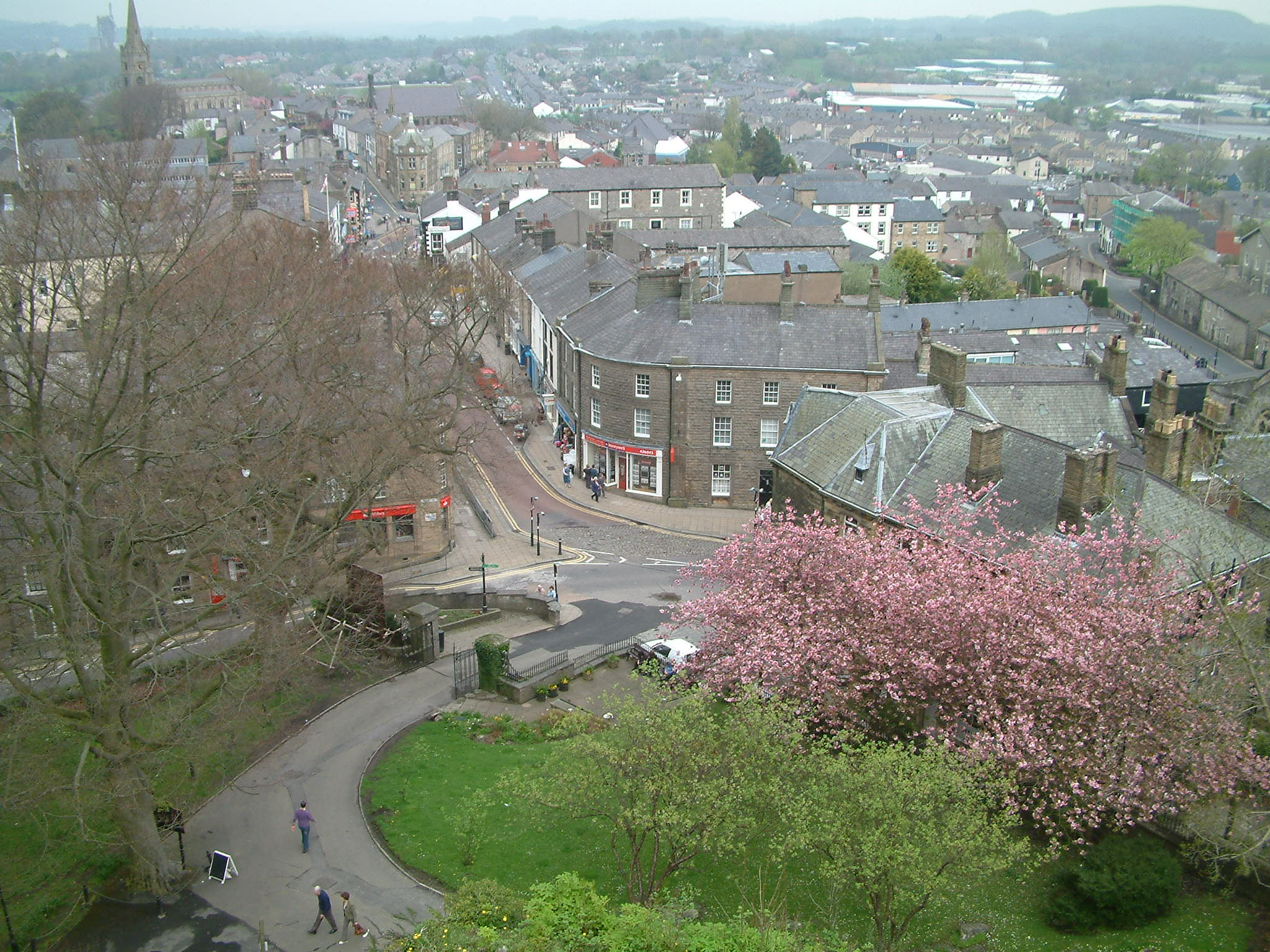
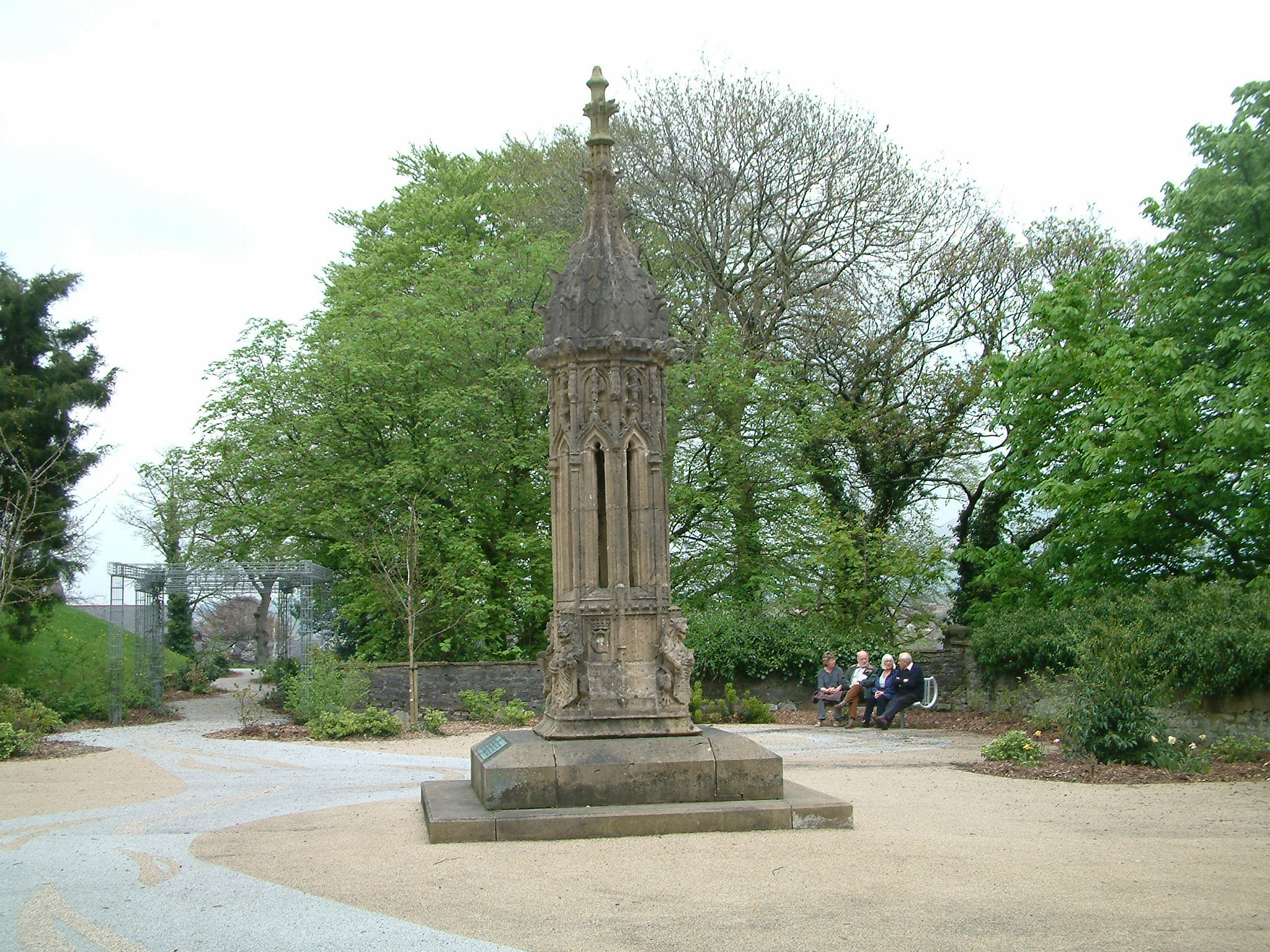
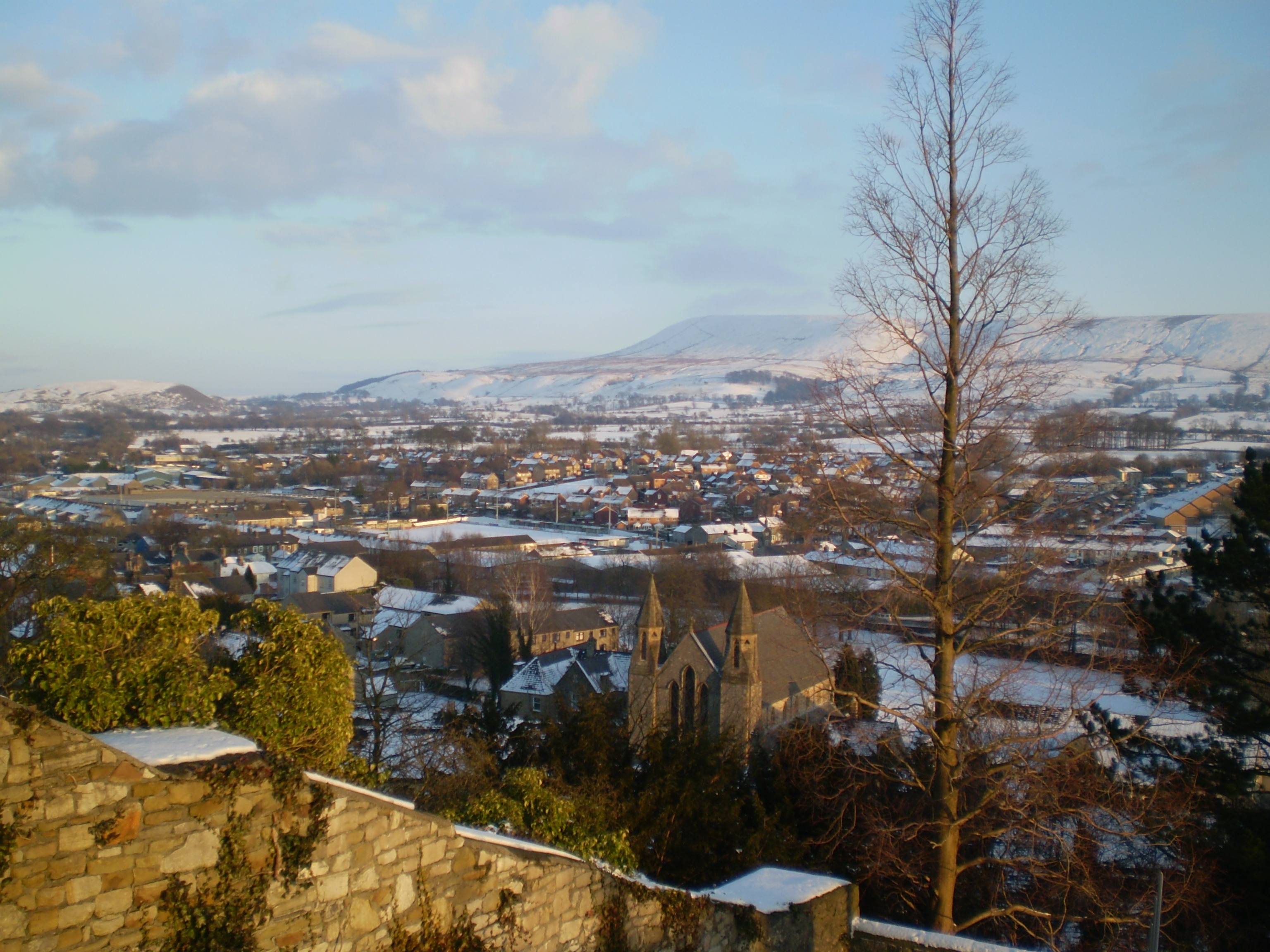

## خصوصیات
کلیترو ۱۴٬۶۹۷ نفر جمعیت دارد.